# Giuseppe Conte
Giuseppe Conte, född 8 augusti 1964 i Volturara Appula i Apulien, är en italiensk politiker, jurist och professor i civilrätt. Han var Italiens premiärminister från den 1 juni 2018 till den 13 februari 2021.

## Akademisk karriär
Conte studerade juristprogrammet vid universitetet La Sapienza i Rom där han 1988 avlade juristexamen (LL.M.). År 1992 flyttade han till USA för att under en termin bedriva studier i juridik vid Yale University. Under 1990-talet var han verksam vid universiteten Roma Tre, Libera Università Maria SS. Assunta (LUSMA) i Rom, Maltas universitet och Sassaris universitet i Sassari.
År 2000 blev han associerad professor i civilrätt och 2002 ordinarie professor, verksam vid Universitetet i Florens och Libera Università Internazionale degli Studi Sociali Guido Carli (LUISS) i Rom.

## Politisk karriär
Conte har under 2010-talet haft samröre med det politiska partiet Femstjärnerörelsen (M5S), men fram till 2018 var det begränsat till deltagande i juridiska seminarier som M5S arrangerat. I början av 2018 omnämndes Conte som tänkbar förvaltningsminister av Luigi Di Maio, partiledaren för M5S.
Parlamentsvalet i mars 2018 ledde till ett oklart parlamentariskt läge och utdragna förhandlingar mellan bland annat M5S och Lega för att hitta en regeringskonstellation. Den 21 maj 2018 förelogs Conte som ny premiärminister (konseljpresident) av M5S och Lega. Han tillträdde posten den 1 juni 2018.  Drygt ett år senare, den 20 augusti 2019, meddelade Conte i ett tal till parlamentet att han avser att lämna in sin avskedsansökan till president Sergio Mattarella. Detta skedde i reaktion på en konflikt mellan regeringspartierna och Legas förslag om en misstroendeomröstning som hade kunnat leda till nyval. Lega lämnade regeringen i augusti 2019 och premiärministern Conte formade en ny regering mellan  Femstjärnerörelsen (M5S) och mittenvänsterorienterade Demokratiska partiet (PD). I januari 2021 avgick premiärminister Giuseppe Conte.
I augusti 2021 hade Italiens förre premiärminister Giuseppe Conte officiellt utsetts till ledare för populistiska Femstjärnerörelsen (M5S). Partiet var ännu det största i parlamentet men djupt splittrat och hade dalat i opinionsmätningarna.

## Privatliv
Giuseppe Conte lever idag tillsammans med Olivia Paladino, dotter till Ewa Aulin. Han har en son sedan en tidigare relation med Valentina Fico.